# Frances FitzGerald
Frances FitzGerald (n. 21 de outubro de 1940) é uma jornalista e escritora norte-americana. É especialmente conhecida por sua cobertura jornalística na Guerra do Vietnã.

## Obras
- Fire in the Lake: The Vietnamese and the Americans in Vietnam (1973)
- The Evangelicals: The Struggle to Shape America (2017)